# یوسف وهبی
یوسف وهبی (عربی: يوسف وهبي؛ ۱۴ ژوئیهٔ ۱۸۹۸ – ۱۷ اکتبر ۱۹۸۲) کارگردان فیلم و هنرپیشه اهل مصر بود.